# Somlóvecse
Somlóvecse község Veszprém vármegyében, a Devecseri járásban.

## Fekvése
Devecsertől északnyugatra fekszik, légvonalban 12, közúton körülbelül 16 kilométerre; a Somló hegyétől északra, nagyjából 6 kilométerre. A  szomszédos települések: észak felől Nagyalásony, dél felől Somlószőlős, nyugat felől Kisszőlős, északnyugat felől pedig Vid.

### Megközelítése
Közúton Somlószőlős felől érhető el, a 8411-es útból kiágazó 84 107-es számú mellékúton. Viddel egy alsóbbrendű önkormányzati út köti össze. Vasútvonal nem érinti.

## Története
Somlóvecse nevét 1488-ban említette először oklevél Wechee néven, mint a győri püspök birtokát.
A falut egyházi, más néven praedialis nemesek lakták. (A régi magyar közjogban azokat nevezték praedialistáknak, akik
katonai szolgálataik fejében valamelyik főpaptól egyházi nemességet kaptak.)
A győri püspök a vecsei, a kisjenői, tapolcafői és a döri jobbágyokat szabadította fel, akik a püspöktől egyházi nemességet kaptak, azért, hogy ennek fejében bandériumában a török elleni katonai szolgálatot teljesítsenek. A fentebb felsorolt községek, köztük Vecse is az úgynevezett Szék-ben egyesültek, vagyis Vecse-szék név alatt külön kis vármegyét alkottak. Vecse vármegyében tisztújító gyűléseket is tartottak, főispánjuk a győri püspök volt, de részt vettek Veszprém, illetve Somogy vármegye közgyűlésein is. Az ősrégi református nemesi vecsei és somló-aljai Vecsey család a településről származik.

## Közélete

### Polgármesterei
- 1990–1994: Bóna Sándor (független)[3]
- 1994–1998: Bóna Sándor (független)[4]
- 1998–2002: Bóna Sándor (független)[5]
- 2002–2006: Bóna Sándor (független)[6]
- 2006–2008: Bóna Sándor (független)[7]
- 2008–2010: Dittrich Gábor (független)[8]
- 2010–2014: Dittrich Gábor (független)[9]
- 2014–2019: Molnár Károlyné (független)[10]
- 2019–2024: Bóna Sándor Árpádné (független)[11]
- 2024– : Bóna Sándor Árpádné (független)[1]

A településen 2008. május 18-án időközi polgármester-választást (és képviselő-testületi választást) tartottak, az előző képviselő-testület önfeloszlatása miatt. A választáson az addigi településvezető nem indult el.

## Népesség
A település népességének változása:
| Lakosok száma | 75   | 69   | 66   | 57   | 78   | 76   | 74   |
|               | 2013 | 2014 | 2015 | 2021 | 2022 | 2023 | 2024 |

A 2011-es népszámlálás során a lakosok 96,4%-a magyarnak, 6% németnek mondta magát (2,4% nem nyilatkozott; a kettős identitások miatt a végösszeg nagyobb lehet 100%-nál). A vallási megoszlás a következő volt: római katolikus 48,8%, református 20,2%, evangélikus 17,9%, felekezeten kívüli 2,4% (9,5% nem nyilatkozott).
2022-ben a lakosság 93,6%-a vallotta magát magyarnak, 2,6% németnek, 1,3% egyéb, nem hazai nemzetiségűnek (5,1% nem nyilatkozott; a kettős identitások miatt a végösszeg nagyobb lehet 100%-nál). Vallásuk szerint 26,9% volt római katolikus, 12,8% evangélikus, 9% református, 2,6% görög katolikus, 5,1% felekezeten kívüli (43,6% nem válaszolt).